# Teó (retòric)
Teó  (Theon, Θέων) fou un sofista i retòric grec, que fou el mestre de Damasci en oratòria. Va viure a finals del segle v i començaments del segle vi. Damasci va conservar alguns detalls de la seva vida i obra que foren recollits per Foci; també l'esmenta Suides que diu que era descendent de Santa Marcel·la i diu que el seu pare (o més probablement el seu tutor) fou Ecdici; li costava molt aprendre i encara que va arribar a dominar el coneixement dels antics poetes i oradors, no va ser mai capaç de portar els seus coneixements a la pràctica i escriure o pronunciar discursos.
Suides diu que va escriure un tractat de retòrica anomenat τέχνη ῥητορική